# Course contre l'enfer
Pour plus de détails, voir Fiche technique et Distribution.
Course contre l'enfer (Race with the Devil) est un film américain réalisé par Jack Starrett, sorti en 1975. Le film a été en compétition lors du Festival international du film fantastique d'Avoriaz 1976.

## Synopsis
Franck, Roger et leurs épouses partent en plein hiver pour des vacances en camping-car. 
Ils sillonnent les routes dans la région d'Amarillo à la recherche d'indépendance et de liberté. Leur rêve d'évasion se voit contrarié par un groupe de sataniques surpris en pleine cérémonie et sacrifiant une jeune fille sous leurs yeux. Après s'être rendus en vain à la police locale pour décrire ce qu'ils ont vu, les deux couples ne sont pas pris au sérieux et sont invités à poursuivre leur chemin.
Ils reprennent alors la route, bien décidés à donner suite à ces évènements dans la prochaine ville. Mais leur voyage ne fait que commencer, les messages d'avertissement, aussi cruels que terrifiants, sèment le trouble dans ces deux familles. La population locale se montre de plus en plus étrange, voire hostile; Franck et Roger n'ont donc pas d'autres choix que de préparer leur défense...

## Fiche technique
- Titre original : Race with the Devil
- Titre français : Course contre l'enfer
- Réalisation : Jack Starrett
- Scénario : Wes Bishop & Lee Frost (en)
- Musique : Leonard Rosenman
- Photographie : Robert Jessup
- Montage : John Link
- Production : Wes Bishop
- Société de production : Saber Productions
- Société de distribution : 20th Century Fox
- Pays :  États-Unis
- Langue : Anglais
- Format : Couleurs - 35 mm - 1,85:1 - Mono
- Genre : Thriller, Action
- Durée : 88 min
- Date de sortie : 
  - États-Unis : juin 1975
  - France : 5 mai 1976

## Distribution
- Peter Fonda (VF : Philippe Ogouz) : Roger Marsh
- Warren Oates : Frank Stewart
- Loretta Swit : Alice Stewart
- Lara Parker : Kelly Marsh
- R. G. Armstrong : Le shérif Taylor
- Wes Bishop : Le shérif adjoint Dave
- Clay Tanner : Jack Henderson
- Carol Blodgett : Ethel Henderson
- Phil Hoover : Le mécanicien
- James N. Harrell : Le propriétaire de la boutique d'armes
- Jack Starrett : Le pompiste